# Södra Sandsjö kyrka
Södra Sandsjö kyrka är en kyrkobyggnad som tillhör Södra Sandsjö församling i Växjö stift. Kyrkan ligger i samhället Dångebo vid Sandsjöns östra strand i Tingsryds kommun.

## Kyrkobyggnaden
Den tidigare kyrkan i församlingen  var en träkyrka uppförd 1590 belägen sydväst om nuvarande kyrkplats. Den gamla kyrkans läge är markerat med ett kors på kyrkogården. Eftersom församlingens folkmängd växte och den gamla kyrkan blev för liten gjorde sig behovet av en större kyrka alltmer gällande under början av 1800-talet. 1828 fattades beslut att bygga en ny tidsenlig  kyrka.  
Kyrkobyggnaden  uppfördes  1836-1837 i  empirestil   efter ritningar av arkitekten Samuel Enander.  Den 9 september 1838 invigdes kyrkan av biskop Esaias Tegnér.
Kyrkan som är byggd  av sten med spritputsade och vitkalkade  murar  består av ett rektangulärt långhus med en avslutande  korvägg i öster och en bakomliggande  sakristia.  Långhusets och sakristians  tak är täckta med skiffer. Tornet som är beläget i väster är försett med en fyrsidig  lanternin krönt  av ett kors. I tornets klockvåning  hänger tre klockor. En klocka är från 1873 och övriga två är nya. En klocka från 1682 fanns i gamla kyrkans klockstapel och är numera avställd i vapenhuset. 
Interiören präglas av de höga rundbågefönstren  och  takets trätunnvalv  samt den omfattande dekormålningen  som täcker hela korväggen  utförd 1837 av Carl Strömberg, Karlshamn. Beträffande dekormålningen tillkom denna istället för traditionell altarprydnad . Utsmyckningen av korväggen utfördes med kalkfärg direkt på putsen. I korväggens rika  dekoration ingick en altarmålning med ett omgivande klassicistiskt arkitekturmåleri i grisailleteknik. 1873 överkalkades Strömbergs omfattande dekor, men  denna framtogs på nytt vid restaureringen 1927.

## Inventarier
- Det fristående altaret  tillkom vid restaureringen  1958-59.
- Altarringen  från 1837 är halvcirkelformad med svarvade balusterdockor.
- Altartavlan är en kalkmålning utförd  1837 på östra korväggen av Carl Strömberg.Motivet är Jesus i Getsemane. ( Var överkalkad  1873-1927 då den åter framtogs).
- 1873 tillkom altaruppställningen  efter  ritningar av Hugo Hammarskjöld. Den består av två väggpelare och ett halvcirkelformat  överstycke med en  treenighetsymbol i en strålsol.
- En tidigare altartavla utförd  1873 av Ludvig Frid  med motivet ”Kristi uppståndelse”, som är en kopia efter Fredric Westins  målning i Kungsholms kyrka ),  är numera placerad på södra långhusväggen över dopaltaret. (Frids tavla ersatte  Strömbergs tidigare  överkalkade altarmålning).
- Dopfunt försedd med reliefer.
- Den rundformade predikstol en med ljudtak ,prydd med symboler i  korgens fält  är samtida med kyrkans uppförande.
- Bänkinredningen och den utsvängda orgelläktaren härrör från kyrkans byggnadstid.

## Orgel
- En orgel byggdes 1865 av Carl August Johansson med 21 eller 15   stämmor, två manualer och pedal.
- 1898 ersattes Johanssons orgel av en nybyggd av Emil Wirell, Växjö med 15 stämmor.
- 1951 byggde A. Mårtenssons Orgelfabrik AB, Lund en orgel som ingår i en nygotisk orgelfasad. Orgeln var elektrisk och var utrustad med fria kombinationer samt registersvällare.
- 2019 byggdes den nuvarande orgeln av Helmut Lutz från Budapest, Ungern.

| Huvudverk I C-g3 | Svällverk II C-g3 | Pedal C-f1  | Koppel |
| Borduna 16´      | Rörflöjt 8´       | Subbas 16´  | I/P    |
| Principal 8´     | Salicional 8´     | Oktavbas 8´ | II/P   |
| Basetthorn 8´    | Principal 4´      | Borduna 8´  | II/I   |
| Gedackt 8´       | Flöjt 4'          | Oktava 4´   |        |
| Oktava 4'        | Nasard 3'         | Basun 16´   |        |
| Traversflöjt 4'  | Gemshorn 2'       |             |        |
| Quinta 3'        | Ters 1 3/5'       |             |        |
| Oktava 2'        | Oboe 8'           |             |        |
| Mixtur III-IV    | Tremulant         |             |        |
| Trumpet 8'       |                   |             |        |

## Bildgalleri

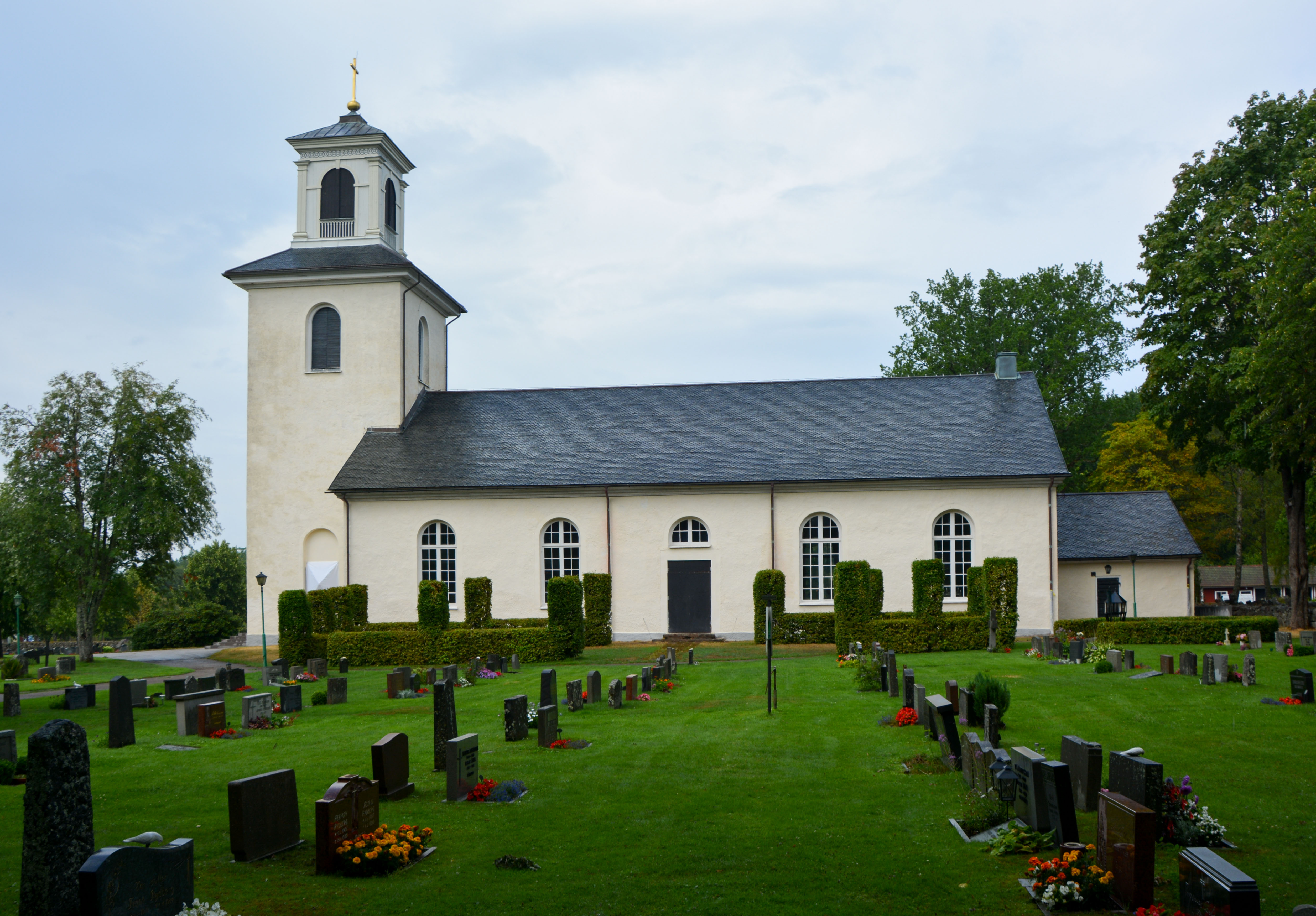
Kyrkan från söder
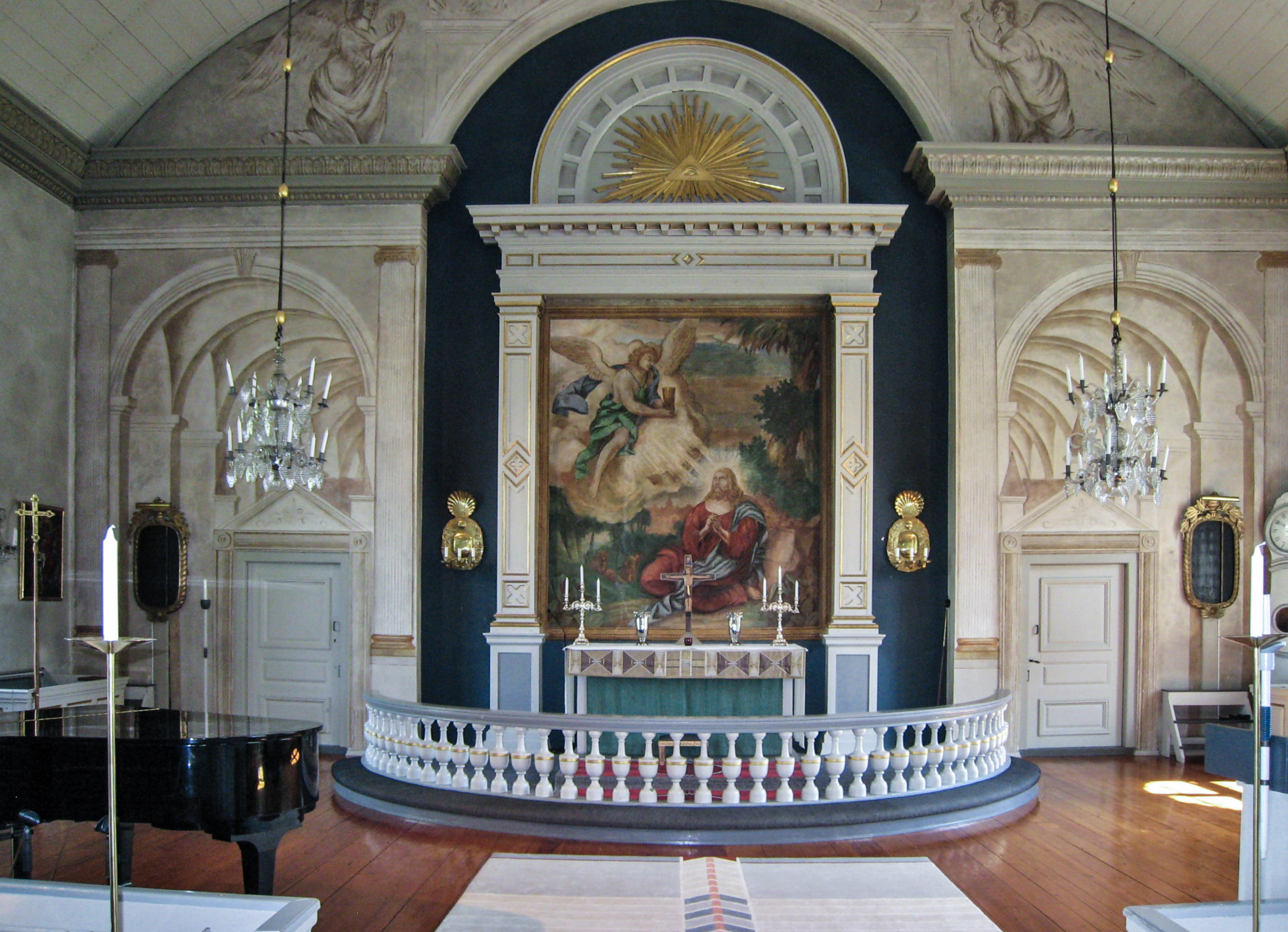
Koret
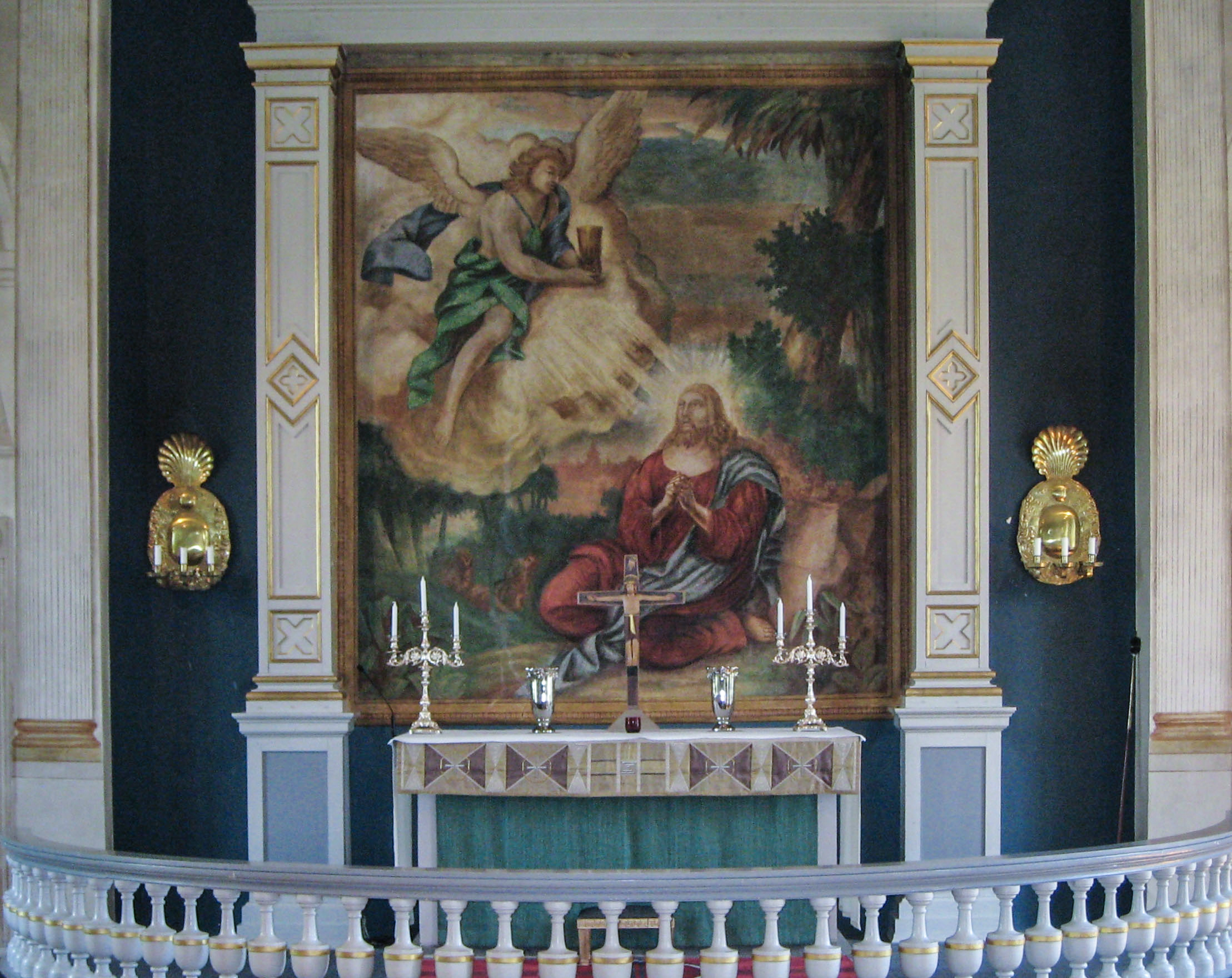
Carl Strömbergs altartavla:Jesus i Getsemane
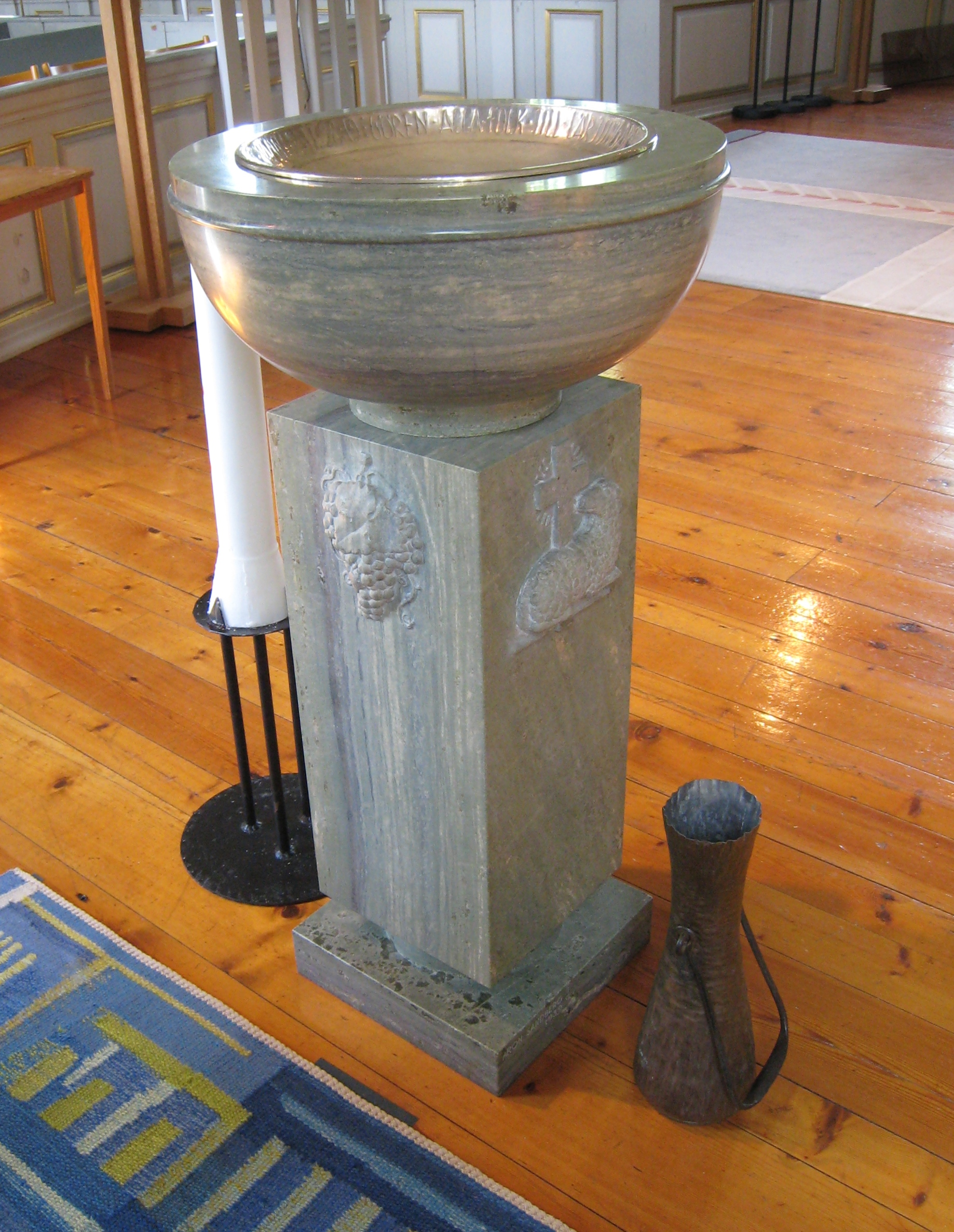
Dopfunten
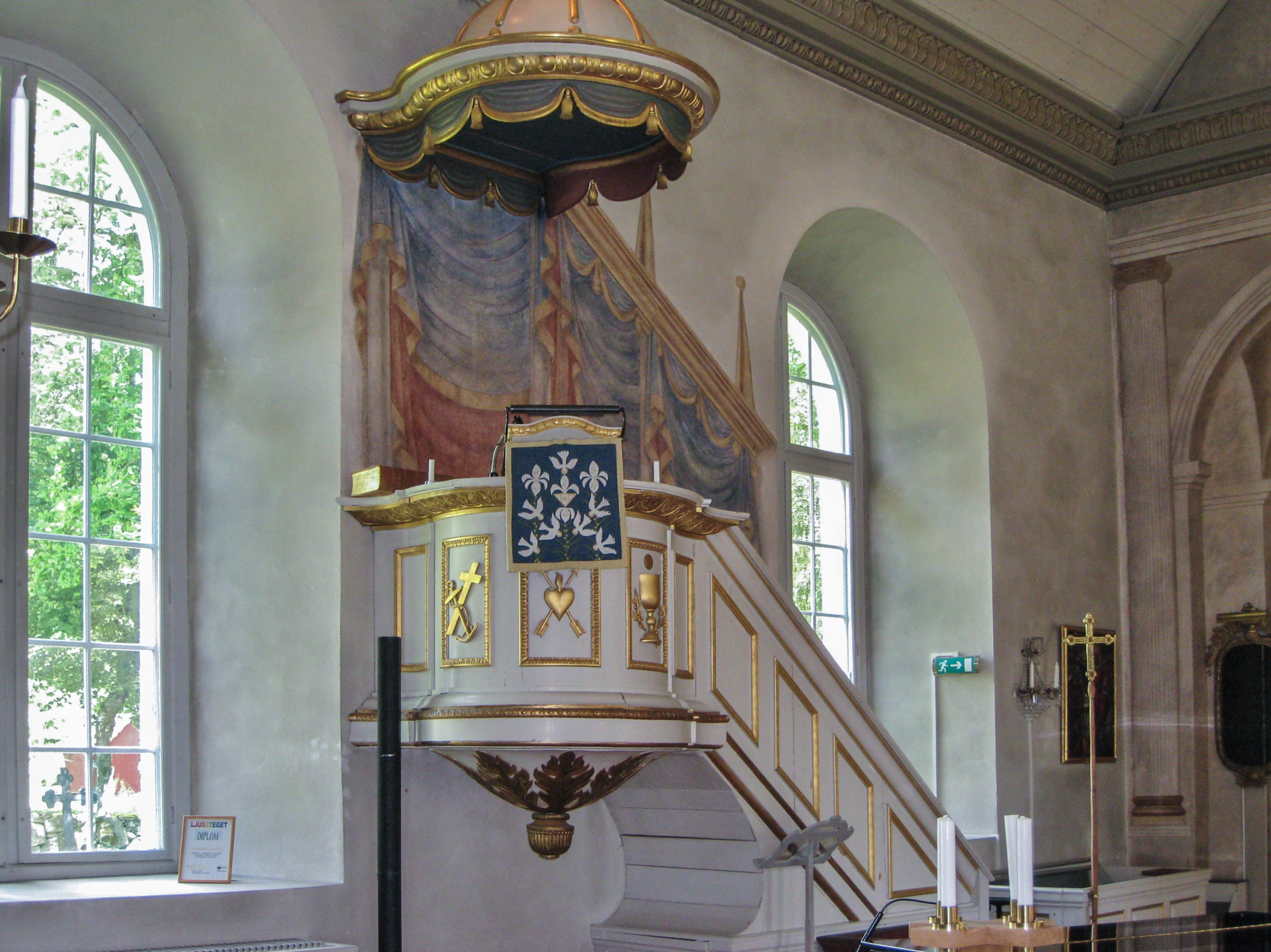
Predikstolen
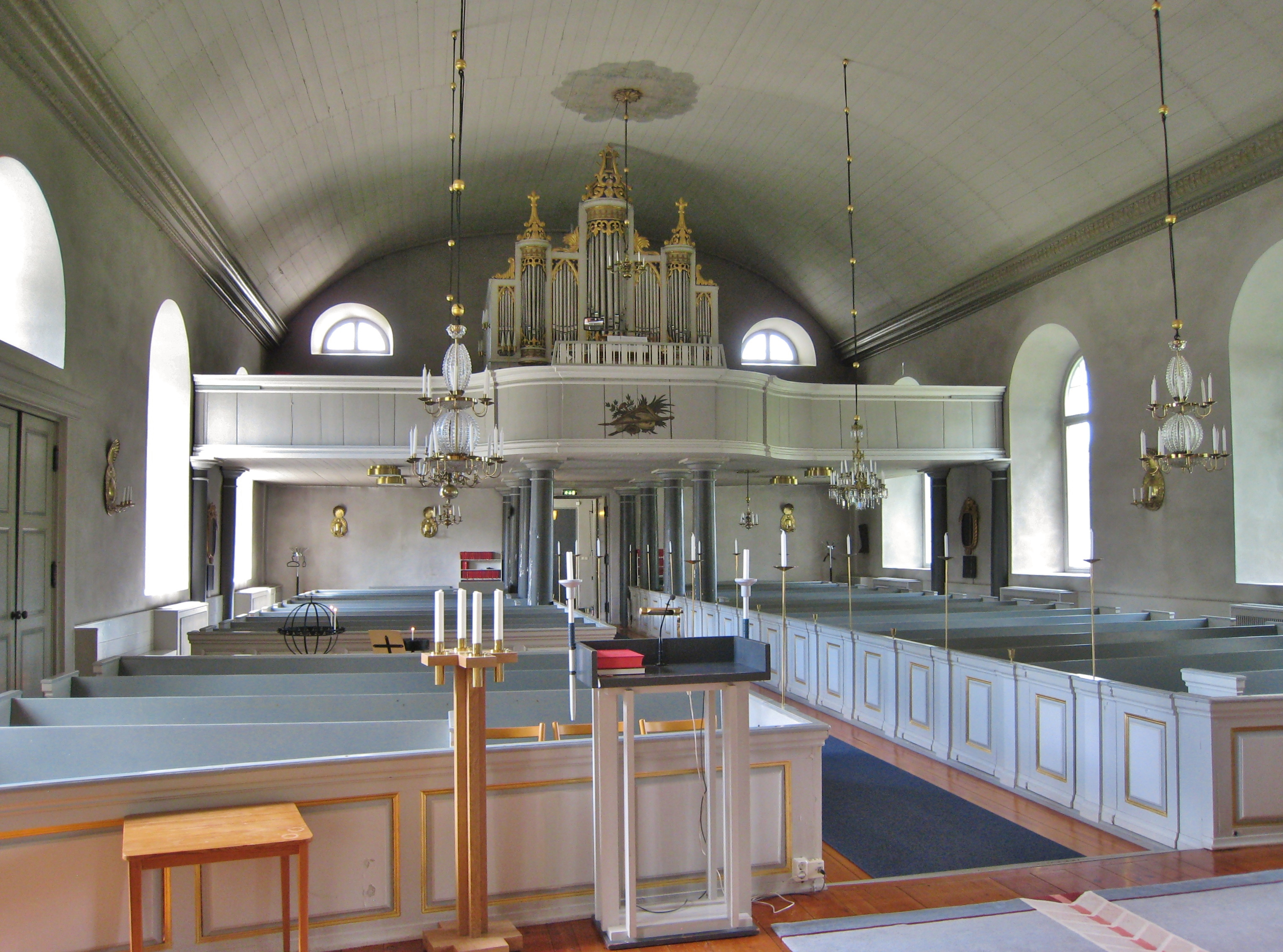
Interiör med läktarorgeln